# Disocactus flagelliformis
- Ime: Disocactus flagelliformis
- Drugi nazivi: Cereus flagriformis, Aporocactus flagelliformis var. leptophis, Aporocactus leptophis, Aporocactus flagriformis, Aporocactus flagelliformis, Cereus flagelliformis, Cactus flagelliformis, Cereus leptophis
- Porodica: Cactaceae
- Preporučena temperatura: Noć: 10-12°C
- Tolerancija hladnoće: držati ga iznad 3°C, ne podnosi smrzavanje
- Minimalna temperatura: 10°C
- Tolerancija vručine: potrebno ga je zaštititi od izravnog sunca, bolje ga je držati unutra
- Izloženost suncu: držati ga u sjeni, nikada na izravnom suncu, jedino ujutro kada je sunce slabo
- Porijeklo: planinsko područje Meksika, ali uzgojen je i u Latinskoj Americi
- Opis: epifitni kaktus,s dugim visećim reznicama dužine do 120 cm i više
- Potrebnost vode: mora imati pijesak u zemlji cijelo vrijeme, ljeti ga normalno zalijevati, zahtjeva dobru drenažu
- Cvjetovi: tamnoružičaste boje,dugi su 4-6 cm, nastaju u proljeće i ljeti, ponekad daju male crvene plodove.
- Razmnožavanje: Reznice se režu, puste par dana da se osuše tako da zacijele i onda se sade. Ovaj postupak je najbolje obaviti u rano ljeto.

## Vanjske poveznice
|  | Zajednički poslužitelj ima stranicu o temi Disocactus flagelliformis    |
|  | Zajednički poslužitelj ima još gradiva o temi Disocactus flagelliformis |
|  | Wikivrste imaju podatke o taksonu Disocactus flagelliformis             |